# Pałac Tryllingów
Pałac Tryllingów – zabytkowy pałac miejski w Białymstoku, zbudowany w latach 1898–1899 w stylu eklektycznym.

## Historia
Pałac powstał z inicjatywy producenta sukna Chaima Abrama Tryllinga, który zaczął budowę rezydencji przy ul. Warszawskiej, jednak zmarł w 1899 roku przed końcem zakończeniem budowy. Budynek następnie należał do wdowy po nim Heleny Trylling i dlatego nad wejściem i w dekoracyjnym kartuszu znalazły się ostatecznie jedynie inicjały Heleny (Eleny) – „ET”. Fabryka „Trylling i Syn” działała do roku 1932. Budynek został sprzedany przez syna Tryllingów, Anatola, przed wybuchem II wojny światowej i następnie rodzina wyjechała do USA. Po wojnie pałac został przejęty przez Skarb Państwa jako mienie opuszczone. Do 2006 roku mieścił się w budynku Dom Turysty „Rubin”, a w 2011 roku na skutek wymiany z CBA na kamienicę przy ul. Waryńskiego 8 nowym właścicielem zostało miasto Białystok.
Pałac znajduje się na szlaku białostockich fabrykantów.